# 爱荷华 (路易斯安那州)
爱荷华（英語：Iowa），是美国路易斯安那州下属的一座城市。根据2010年美国人口普查，该市有人口2,996人。建置上，属于“town”。